# ولفر
ولفر (به آلمانی: Welver) یک شهر در آلمان است که در سوشت واقع شده‌است. ولفر ۱۲٬۵۲۴ نفر جمعیت دارد.